# Birk (Gemeinde St. Veit in Defereggen)
Birk ist eine Einzelsiedlung in der Gemeinde St. Veit in Defereggen im Defereggental (Osttirol). Birk ist der östlichste besiedelte Punkt der Gemeinde.

## Geographie
Birk liegt in etwa 1396 Metern Höhe am Südostabhang des Moser Bergs zwischen dem Köfelebach im Westen und dem Birkenbach im Osten. Oberhalb von Birk liegt der Einzelhof Köfele, westlich der Weiler Moos, östlich die Rotte Lerch (Gemeinde Hopfgarten in Defereggen). Birk besteht aus den Hofstellen Birk-alt (Moos 22) und Birk-neu (Moos 23).
Erreichbar ist Birk über die Defereggentalstraße (L25), von der nach Herma-von-Schuschniggkapelle die Sankt Veiter Straße abzweigt. Folgt man dieser zum Bauernhof Kurzthal, so zweigt in der Folge eine Straße nach Osten ab, die über den Einzelhof Niege (Fraktion Görtschach) nach Mellitz, Moos und schließlich nach Birk führt. Zum benachbarten Lerch besteht nur eine fußläufige Verbindung.

## Geschichte
Birk gehörte im Mittelalter wohl zur Schwaige (Urhof) „Am Moos“, die der Grundherrschaft der Erasmuskapelle Taisten, dem Graf von Welsberg und dem Amt Windisch-Matrei unterstand. Mitte des 19. Jahrhunderts bestand Birk aus vier Häusern bzw. fünf Hausnummern, Ende des 19. Jahrhunderts und im 20. Jahrhundert wurde die Ortschaft in den Ortsverzeichnissen der Statistik Austria nur als Einzelsiedlung bzw. Einzelhof genannt.